# Théodore de Lesseps
Pour les autres membres de la famille, voir Famille de Lesseps.
Théodore de Lesseps (25 septembre 1802, Cadix - 21 mai 1874, Saint-Germain-en-Laye), est un diplomate et homme politique français.

## Biographie
Théodore-Antoine-Lopez-de-la-Sainte-Trinité de Lesseps est le fils de Mathieu de Lesseps et le frère de Ferdinand de Lesseps, il suit la carrière diplomatatique. Directeur des consulats au Ministère des Affaires étrangères après la Révolution française de 1848, il est nommé ministre plénipotentiaire de 1re classe en 1853, puis sénateur du Second Empire le 29 septembre 1860.

## Sources
- « Lesseps (Théodore-Antoine Lopez de la Sainte-Trinité, comte de) », dans Adolphe Robert et Gaston Cougny, Dictionnaire des parlementaires français, Edgar Bourloton, 1889-1891 [détail de l’édition]